# Estrelas ao Sábado
Estrelas ao Sábado é uma competição de talentos musicais exibida aos sábados à tarde, na RTP1. Conta com a apresentação de Isabel Silva.
A 1.ª temporada estreou a 25 de março de 2023 e terminou a 5 de agosto de 2023.
A 2.ª temporada estreou a 21 de outubro de 2023 e terminou a 2 de março de 2024.
A 3.ª temporada estreou a 7 de setembro de 2024 e terminou a 25 de janeiro de 2025.

## Sinopse
O programa de talentos da música popular portuguesa!
Em Estrelas ao Sábado vão brilhar o talento e as raízes da nossa música. Isabel Silva é a anfitriã deste formato inovador, que vai dar voz a todos aqueles que queiram mostrar o seu talento, interpretando os mais diversos géneros da música popular portuguesa, mas só um será o vencedor.
Semanalmente, recebemos um grupo de concorrentes, que terá oportunidade de mostrar o seu talento, cantando e/ou tocando temas inéditos ou novas versões de temas já conhecidos. Mas para nos ajudar a decidir quem fica na competição, contamos com a presença do júri do programa composto por António Sala, Mónica Sintra e CC, a quem se junta todas as semanas um convidado especial. 
Contudo, o público também tem um papel importante na escolha dos concorrentes, pois também ele tem uma palavra a dizer sobre os seus preferidos.

## Equipa
| Apresentadora | Período         |
| ------------- | --------------- |
| Isabel Silva  | 2023 - presente |

| Jurados Fixos       | Período         |
| ------------------- | --------------- |
| António Sala        | 2023 - presente |
| Mónica Sintra       | 2023 - presente |
| Carlos Coincas (CC) | 2023 - presente |

### 1.ª Temporada
| Jurados Convidados     | Data                |
| ---------------------- | ------------------- |
| Alexandra              | 25 de março de 2023 |
| Micaela                | 1 de abril de 2023  |
| Rui Bandeira           | 8 de abril de 2023  |
| Cláudia Martins        | 15 de abril de 2023 |
| Henrique Feist         | 22 de abril de 2023 |
| Jorge Guerreiro        | 29 de abril de 2023 |
| Lenita Gentil          | 6 de maio de 2023   |
| Miguel Gameiro         | 13 de maio de 2023  |
| Nucha                  | 20 de maio de 2023  |
| Mimicat                | 27 de maio de 2023  |
| Tanya                  | 3 de junho de 2023  |
| Anabela                | 17 de junho de 2023 |
| Melão                  | 24 de junho de 2023 |
| Fernando Pereira       | 1 de julho de 2023  |
| Noa                    | 8 de julho de 2023  |
| Rui Bandeira           | 15 de julho de 2023 |
| Augusto Canário        | 22 de julho de 2023 |
| Vanessa Silva          | 29 de julho de 2023 |
| (sem jurado convidado) | 5 de agosto de 2023 |

| Juradas Substitutas | Data                |
| ------------------- | ------------------- |
| Noa                 | 15 de abril de 2023 |
| Vanessa Silva       | 24 de junho de 2023 |

### 2.ª Temporada
| Jurados Convidados | Data                    |
| ------------------ | ----------------------- |
| Vítor Rodrigues    | 21 de outubro de 2023   |
| FF                 | 28 de outubro de 2023   |
| Noa                | 4 de novembro de 2023   |
| Alexandra          | 11 de novembro de 2023  |
| Anabela            | 18 de novembro de 2023  |
| Wanda Stuart       | 25 de novembro de 2023  |
| Cristiana Sá       | 9 de dezembro de 2023   |
| Jorge Guerreiro    | 16 de dezembro de 2023  |
| Noa                | 23 de dezembro de 2023  |
| Romana             | 30 de dezembro de 2023  |
| Tanya              | 6 de janeiro de 2024    |
| Zé Amaro           | 13 de janeiro de 2024   |
| Ágata              | 20 de janeiro de 2024   |
| Sérgio Rossi       | 27 de janeiro de 2024   |
| Xana Carvalho      | 3 de fevereiro de 2024  |
| Jorge Guerreiro    | 10 de fevereiro de 2024 |
| Filipa Lemos       | 17 de fevereiro de 2024 |
| Noa                | 24 de fevereiro de 2024 |
| Zé Amaro           | 2 de março de 2024      |

| Jurados Substitutos | Data                   |
| ------------------- | ---------------------- |
| Fernando Pereira    | 4 de novembro de 2023  |
| Fernando Pereira    | 11 de novembro de 2023 |
| Wanda Stuart        | 6 de janeiro de 2024   |

### 3.ª Temporada
| Jurados Convidados     | Data                   |
| ---------------------- | ---------------------- |
| Rui Bandeira           | 7 de setembro de 2024  |
| Miguel Azevedo         | 14 de setembro de 2024 |
| Anabela                | 21 de setembro de 2024 |
| Vítor Rodrigues        | 28 de setembro de 2024 |
| Cristiana Sá           | 5 de outubro de 2024   |
| Rebeca                 | 12 de outubro de 2024  |
| Zé Amaro               | 19 de outubro de 2024  |
| Jorge Guerreiro        | 26 de outubro de 2024  |
| Cláudia Martins        | 2 de novembro de 2024  |
| Alexandra              | 9 de novembro de 2024  |
| Cristiana Pereira      | 23 de novembro de 2024 |
| Tanya                  | 30 de novembro de 2024 |
| Xana Carvalho          | 7 de dezembro de 2024  |
| Filipa Ruas            | 14 de dezembro de 2024 |
| Paulo Ribeiro          | 21 de dezembro de 2024 |
| Noa                    | 4 de janeiro de 2025   |
| Rui Bandeira           | 11 de janeiro de 2025  |
| Rebeca                 | 18 de janeiro de 2025  |
| (sem jurado convidado) | 25 de janeiro de 2025  |

| Jurados Substitutos | Data                   |
| ------------------- | ---------------------- |
| Xana Carvalho       | 5 de outubro de 2024   |
| Anabela             | 12 de outubro de 2024  |
| Anabela             | 19 de outubro de 2024  |
| Fernando Pereira    | 26 de outubro de 2024  |
| Fernando Pereira    | 2 de novembro de 2024  |
| Anabela             | 21 de dezembro de 2024 |

### Campeões ao Desafio
| Jurados Convidados     | Data                    |
| ---------------------- | ----------------------- |
| Bruna                  | 1 de fevereiro de 2025  |
| Jorge Guerreiro        | 8 de fevereiro de 2025  |
| Tiago Silva            | 15 de fevereiro de 2025 |
| Wanda Stuart           | 1 de março de 2025      |
| Vítor Rodrigues        | 8 de março de 2025      |
| Noa                    | 15 de março de 2025     |
| José Alberto Reis      | 22 de março de 2025     |
| Clemente               | 29 de março de 2025     |
| Xavier                 | 5 de abril de 2025      |
| (sem jurado convidado) | 12 de abril de 2025     |

| Juradas Substitutas | Data                   |
| ------------------- | ---------------------- |
| Anabela             | 1 de fevereiro de 2025 |
| Anabela             | 15 de março de 2025    |
| Rita Ribeiro        | 1 de março de 2025     |
| Rita Ribeiro        | 15 de março de 2025    |

## Temporadas
| 1.ª                                 | 19 | 25 de março de 2023     | 5 de agosto de 2023     |                         |                         |                         |                         |                         |                         |
| 2.ª                                 | 19 | 21 de outubro de 2023   | 2 de março de 2024      |                         |                         |                         |                         |                         |                         |
| Especial Regiões                    | 1  | 2 de dezembro de 2023   | 2 de dezembro de 2023   | 2 de dezembro de 2023   | 2 de dezembro de 2023   | 2 de dezembro de 2023   | 2 de dezembro de 2023   | 2 de dezembro de 2023   | 2 de dezembro de 2023   |
| 3.ª                                 | 19 | 7 de setembro de 2024   | 25 de janeiro de 2025   |                         |                         |                         |                         |                         |                         |
| Especial Tradições Festivas         | 1  | 28 de dezembro de 2024  | 28 de dezembro de 2024  | 28 de dezembro de 2024  | 28 de dezembro de 2024  | 28 de dezembro de 2024  | 28 de dezembro de 2024  | 28 de dezembro de 2024  | 28 de dezembro de 2024  |
| Campeões ao Desafio                 | 10 | 1 de fevereiro de 2025  | 12 de abril de 2025     |                         |                         |                         |                         |                         |                         |
| Especial Festa da Música Portuguesa | 1  | 22 de fevereiro de 2025 | 22 de fevereiro de 2025 | 22 de fevereiro de 2025 | 22 de fevereiro de 2025 | 22 de fevereiro de 2025 | 22 de fevereiro de 2025 | 22 de fevereiro de 2025 | 22 de fevereiro de 2025 |
| Especial Páscoa                     | 1  | 19 de abril de 2025     | 19 de abril de 2025     | 19 de abril de 2025     | 19 de abril de 2025     | 19 de abril de 2025     | 19 de abril de 2025     | 19 de abril de 2025     | 19 de abril de 2025     |